# Доротеј Тирски
Доротеј је био епископ Тирски од владавине цара Диоклецијана, па све до владавине Јулијана Отпадника, под којим је намучен и пострадао због вере у Исуса Христа. Био је веома учен. Написао је многа теолошка дела на грчком и латинском језику. Нарочито је чувена његова грчко-латинска Синтагма. Живео је сто седам година. Мучен је и убијен 361. године у 107 години живота.
Српска православна црква слави га 5. јуна по црквеном, а 18. јуна по грегоријанском календару.